# جيانغ يونغ هوا
جيانغ يونغ هوا (بالصينية: 江永华) مواليد 7 سبتمبر 1973 في الصين، هو دراج صيني سابق في صنف سباق الدراجات على المضمار. سبق أن شارك في دورة الألعاب الأولمبية الصيفية وفاز بميدالية أولمبية.

## الميداليات
| الميدالية | المسابقة                       |
| --------- | ------------------------------ |
| فضية      | الألعاب الأولمبية الصيفية 2004 |

## روابط خارجية
- جيانغ يونغ هوا على موقع أرشيف الدراجات (الإنجليزية)
- جيانغ يونغ هوا على موقع أوليمبيديا (الإنجليزية)
- جيانغ يونغ هوا على موقع اللجنة الأولمبية الصينية (الإنجليزية)